# Brachystomellidae
Brachystomellidae is een familie van springstaarten en telt 129 beschreven soorten.

## Taxonomie
- Geslacht Bellingeria (1 soort)
- Geslacht Bonetella (1 soort)
- Geslacht Brachystomella (75 soorten)
- Geslacht Brachystomellides (4 soorten)
- Geslacht Cassagnella (4 soorten)
- Geslacht Folsomiella (6 soorten)
- Geslacht Maricaella (1 soort)
- Geslacht Massoudella (1 soort)
- Geslacht Micronella (2 soorten)
- Geslacht Neorganella (1 soort)
- Geslacht Parastomella (1 soort)
- Geslacht Probrachystomellides (1 soort)
- Geslacht Raponella (1 soort)
- Geslacht Rapoportella (14 soorten)
- Geslacht Salvarella (1 soort)
- Geslacht Setanodosa (12 soorten)
- Geslacht Subclavontella (2 soorten)
- Geslacht Winterella (1 soort)